# Tural Ağalarzadə
Tural Ağalarzadə (6 de junio de 1993) es un deportista azerbaiyano que compite en karate, en la modalidad de kumite.
Ganó una medalla en el Campeonato Mundial de Karate de 2021 y cinco medallas en el Campeonato Europeo de Karate entre los años 2014 y 2023. En los Juegos Europeos de Cracovia 2023 consiguió una medalla de oro.

## Palmarés internacional
| Campeonato Mundial | Campeonato Mundial      | Campeonato Mundial | Campeonato Mundial |
| Año                | Lugar                   | Medalla            | Prueba             |
| ------------------ | ----------------------- | ------------------ | ------------------ |
| 2021               | Dubái (EAU)             | Medalla de bronce  | Por equipos        |
| Juegos Europeos    |                         |                    |                    |
| Año                | Lugar                   | Medalla            | Prueba             |
| 2023               | Bielsko-Biała (Polonia) | Medalla de oro     | –67 kg             |
| Campeonato Europeo |                         |                    |                    |
| Año                | Lugar                   | Medalla            | Prueba             |
| 2014               | Tampere (Finlandia)     | Medalla de oro     | Por equipos        |
| 2015               | Estambul (Turquía)      | Medalla de bronce  | Por equipos        |
| 2021               | Porec (Croacia)         | Medalla de bronce  | Por equipos        |
| 2022               | Gaziantep (Turquía)     | Medalla de plata   | Por equipos        |
| 2023               | Guadalajara (España)    | Medalla de bronce  | –67 kg             |